# Brnířov
Brnířov (německy Premirschen) je obec v okrese Domažlice v Plzeňském kraji. Žije v ní 456 obyvatel.

## Historie
První písemná zmínka o obci pochází z roku 1508 v souvislosti s prodejem hradu Rýzmberk. V obci Brnířov bylo založeno první JZD v Československu.

## Obyvatelstvo
Berní rula (soupis odváděných daní) z let 1651–1655 uvádí v obci Brnířov 37 obyvatel. V roce 1899 zde žilo 298 obyvatel ve 47 domech, v roce 2001 zde žilo 355 obyvatel v 92 domech.
| Rok            | 1869 | 1880 | 1890 | 1900 | 1910 | 1921 | 1930 | 1950 | 1961 | 1970 | 1980 | 1991 | 2001 | 2011 | 2021 |
| -------------- | ---- | ---- | ---- | ---- | ---- | ---- | ---- | ---- | ---- | ---- | ---- | ---- | ---- | ---- | ---- |
| Počet obyvatel | 273  | 318  | 312  | 341  | 368  | 339  | 352  | 322  | 342  | 331  | 322  | 356  | 355  | 392  | 408  |
| Počet domů     | 39   | 40   | 44   | 48   | 52   | 54   | 67   | 77   | 76   | 76   | 72   | 87   | 92   | 108  | 119  |

## Obecní správa
Mezi lety 1869–1971 Brnířov byl obcí v okrese Domažlice. Od 26. listopadu 1971 do 23. listopadu 1990 patřil jako část města ke Kdyni, kdy se konaly městské volby a od 24. listopadu 1990 je opět samostatnou obcí, ale Podzámčí již zůstalo součástí Kdyně. V letech 1960–1971 k obci patřilo Podzámčí.

### Obecní symboly
Znak a vlajka byly obci uděleny rozhodnutím předsedkyně Poslanecké sněmovny Parlamentu České republiky dne 14. června 2013.

## Pamětihodnosti
Na návsi stojí kaplička svatého Martina postavená v roce 1854 (podle jiných údajů 1853), která je ve vlastnictví obce.

## Osobnosti
- Antonín Černý (1859–???), poslanec Českého zemského sněmu.[11][12]
- Michael Rittstein (* 1949), pražský výtvarník a vysokoškolský pedagog, vytváří svá díla převážně na chalupě v Brnířově.[13][14]

## Galerie

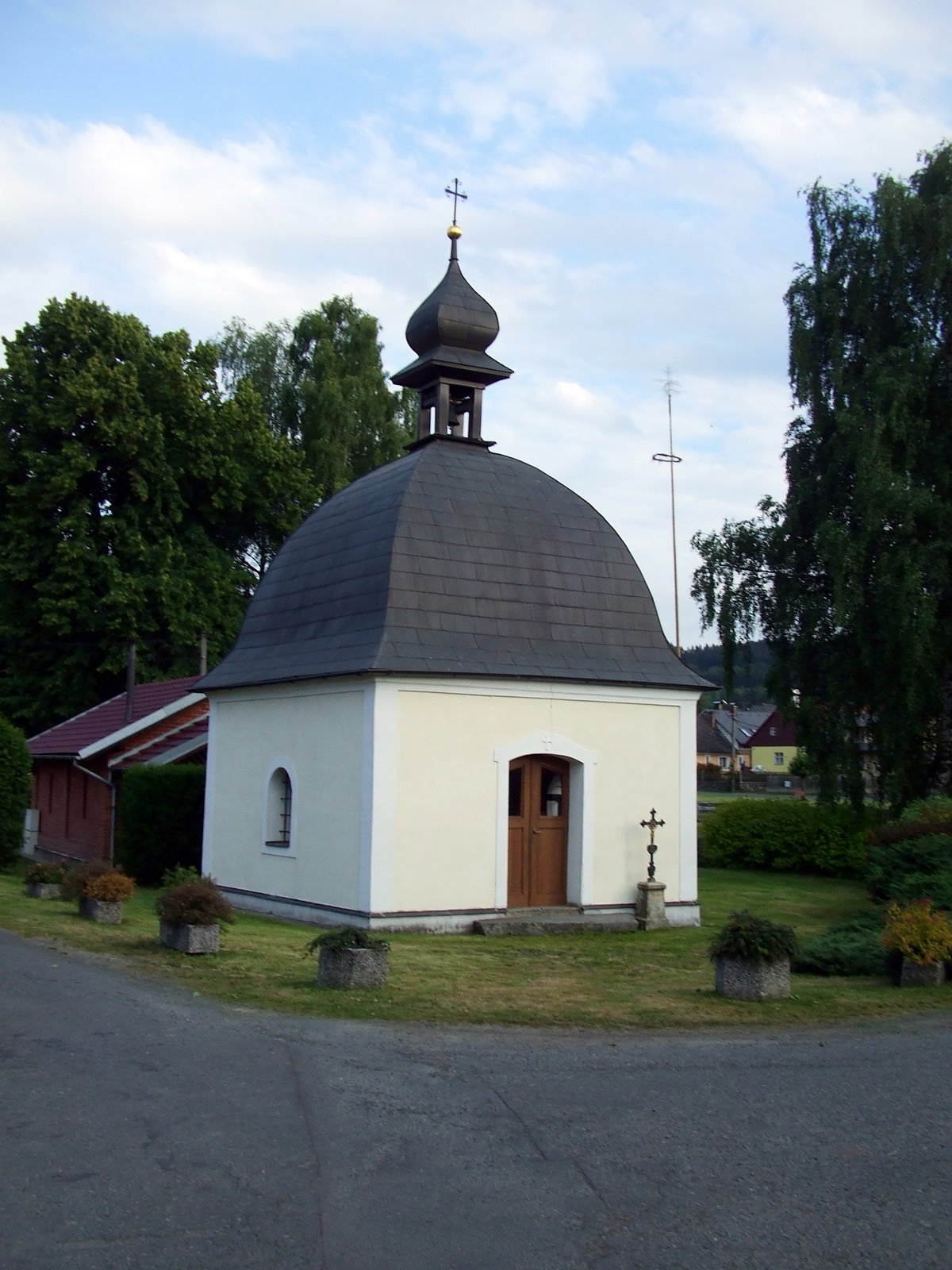
Brnířovská kaplička
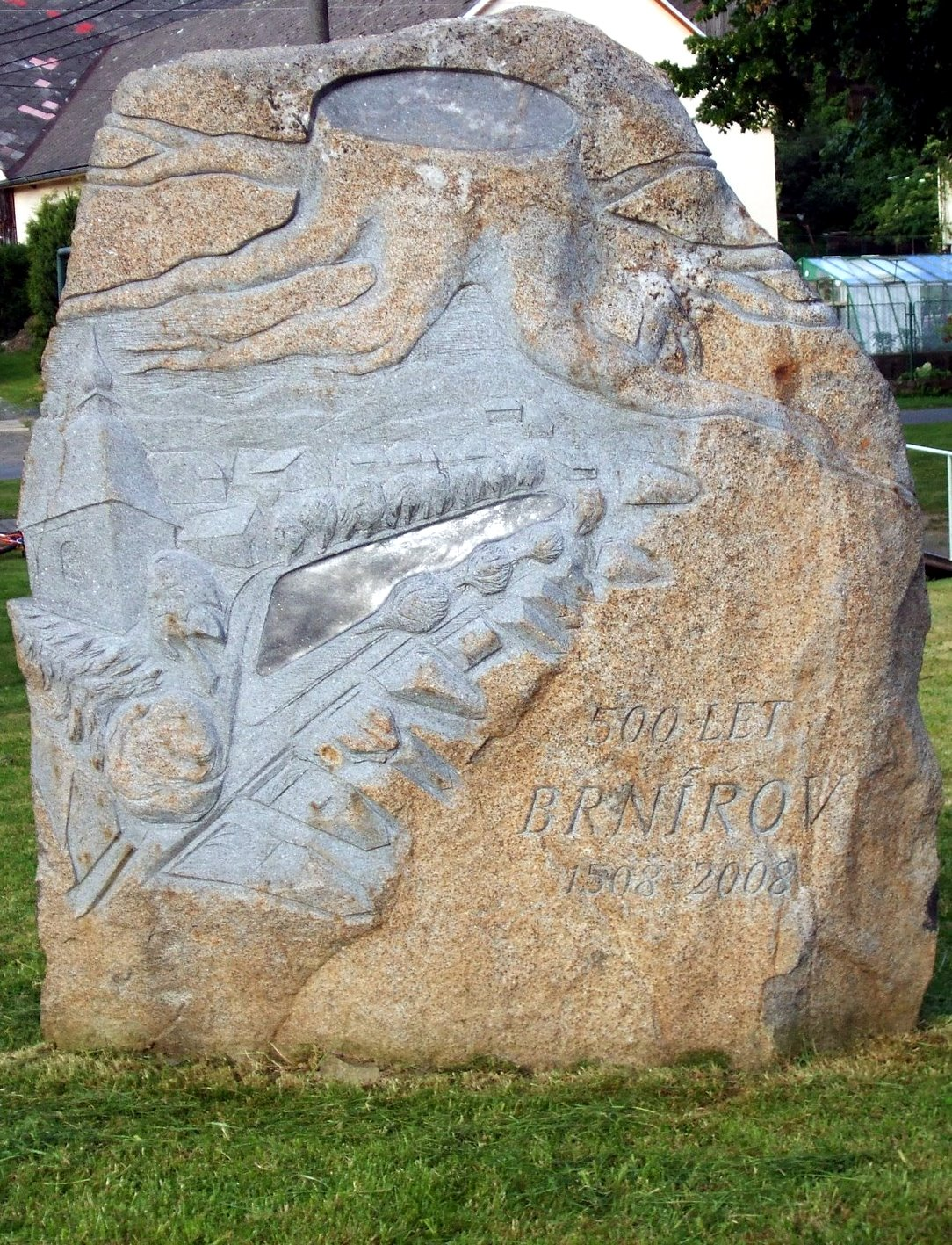
Brnířovský pařez
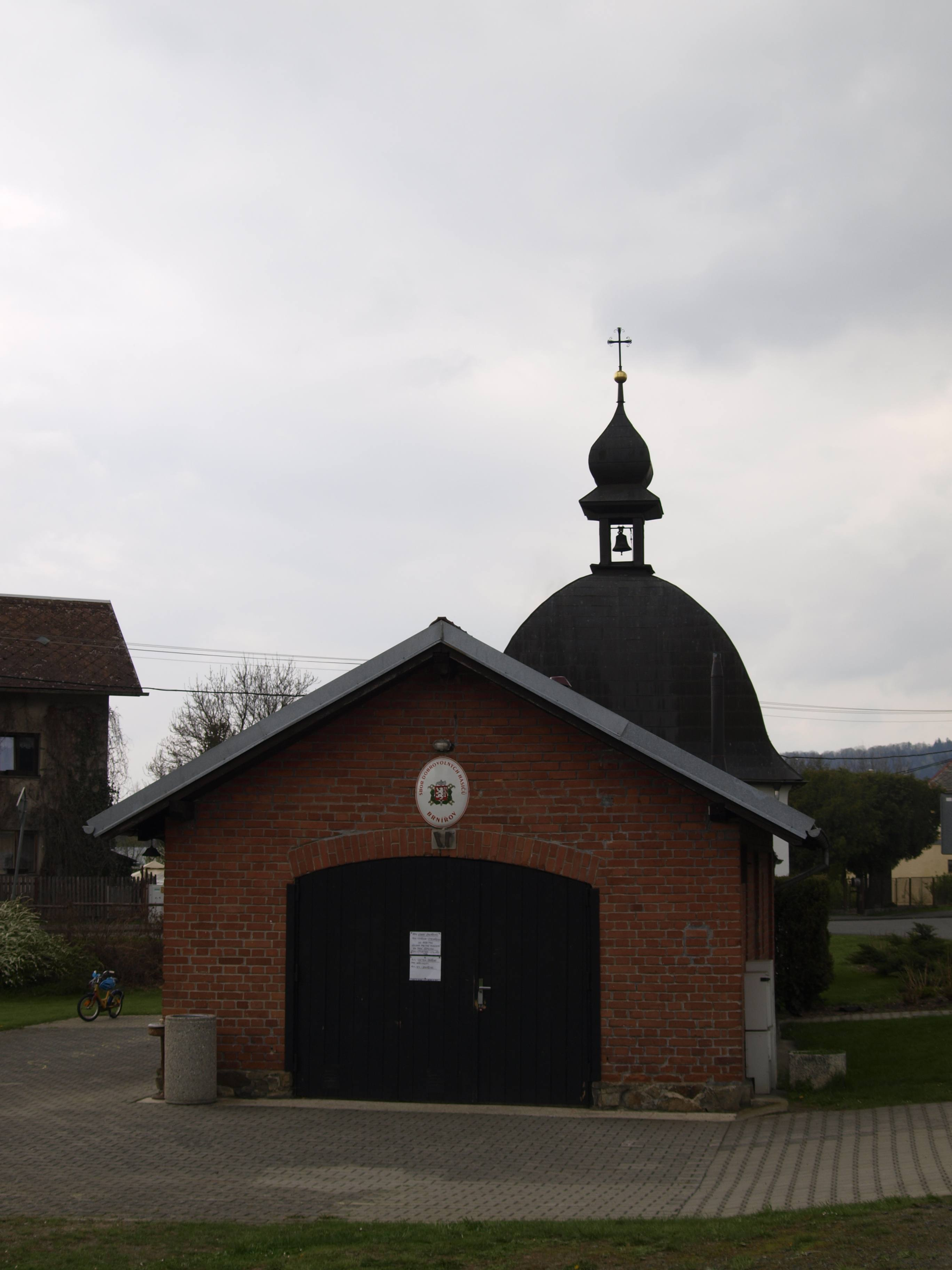
Hasičská zbrojnice
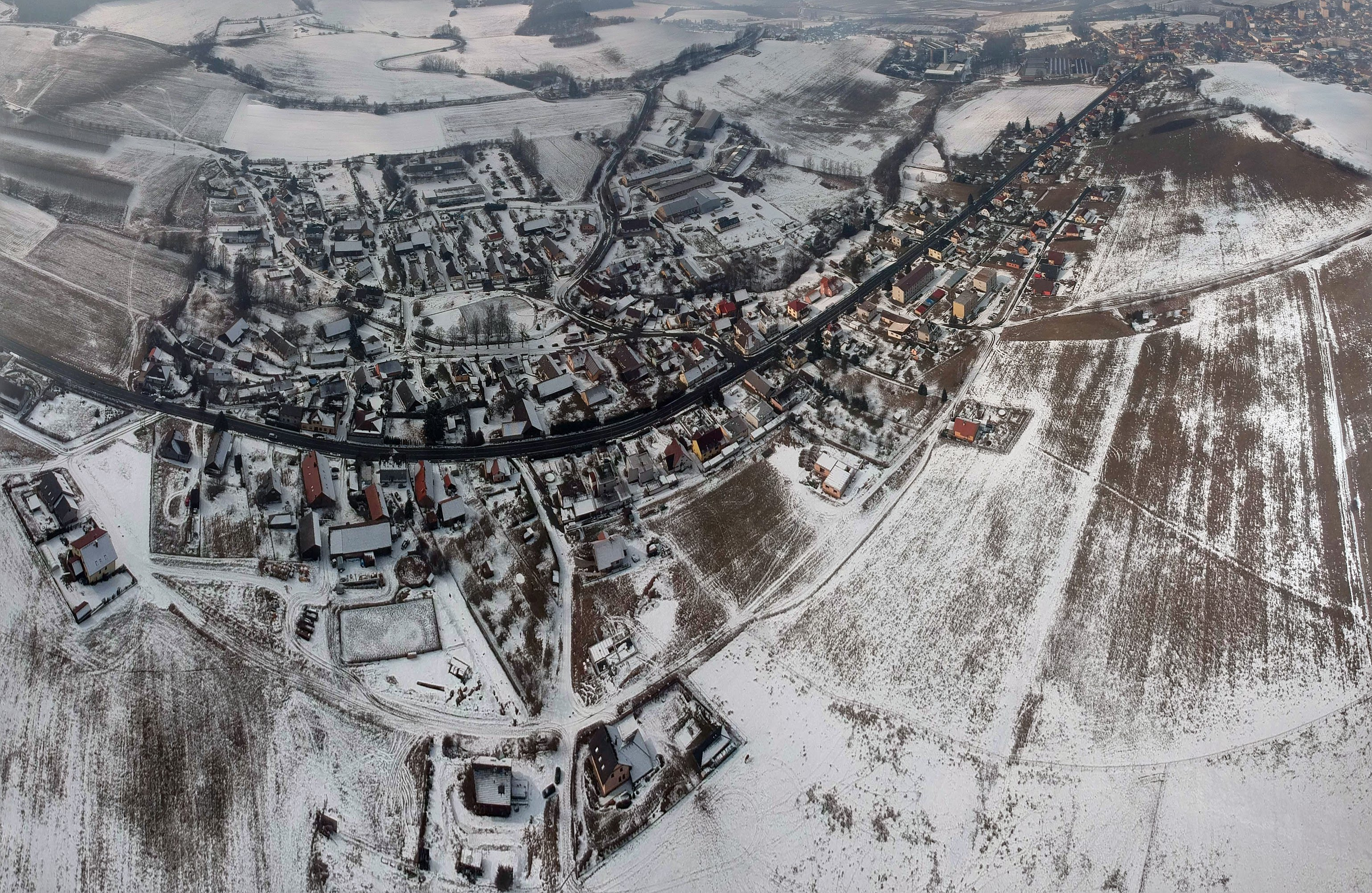
Brnířov, letecký pohled